# Stolpe an der Peene

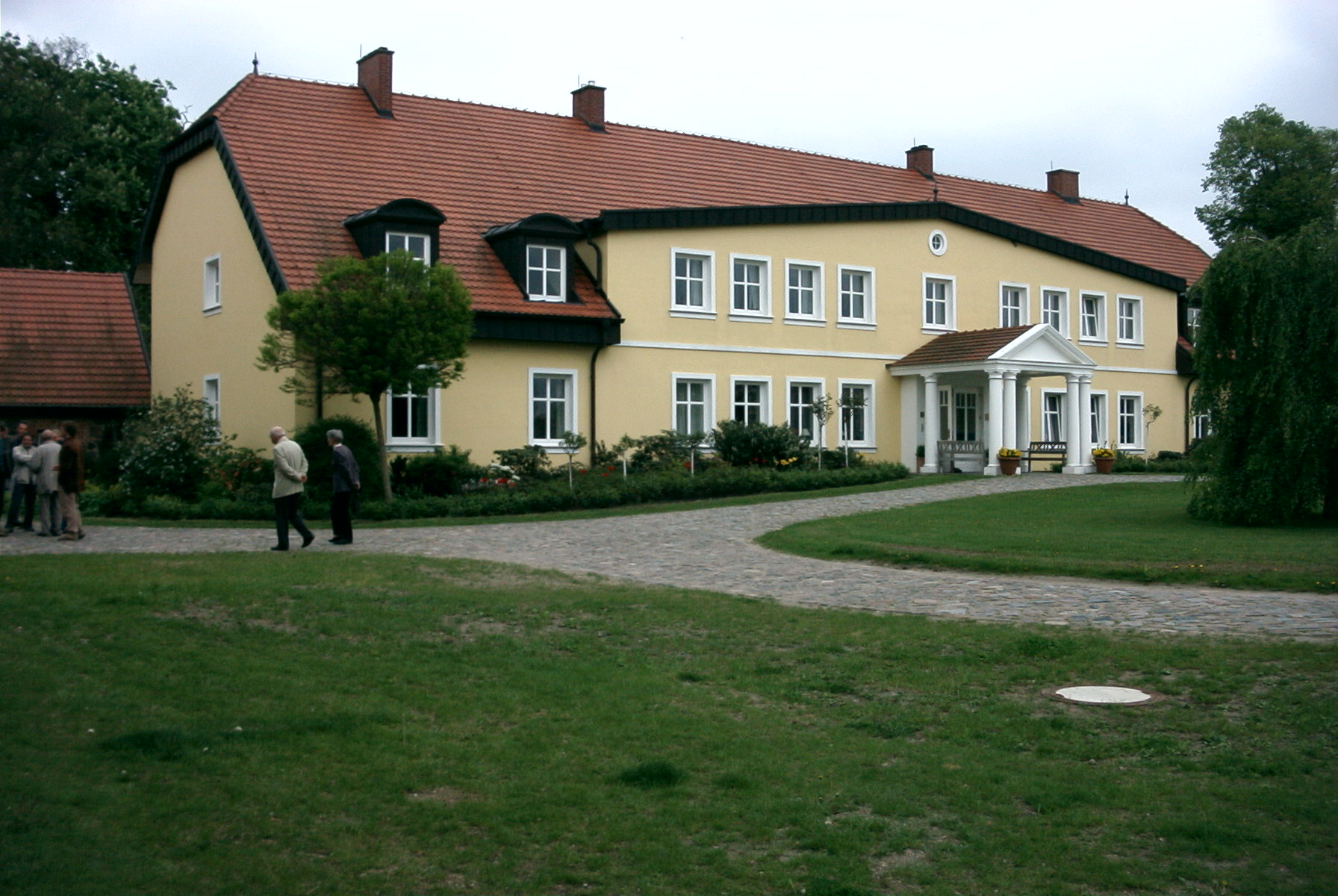
Gutshaus Stolpe, heute Hotel und Restaurant

Stolpe an der Peene (bis 2014 Stolpe) ist eine Gemeinde im Landkreis Vorpommern-Greifswald in Mecklenburg-Vorpommern. Sie wird vom Amt Anklam-Land mit Sitz in der Gemeinde Spantekow verwaltet.

## Geographische Lage und Verkehr
Stolpe an der Peene liegt westlich Anklam am Südufer der Peene und an der Bundesstraße 110.
Die Gemeinde verfügt über eine saisonal betriebene Personen- und Radfahrerfähre über die Peene nach Stolpmühl und Quilow. Der Fluss hat einen neuen Anlegekai für Fahrgastschiffe. Hundert Meter flussaufwärts befindet sich ein modern ausgerüsteter Sportboothafen mit Bootsverleih.

### Ortsteile
- Dersewitz
- Grüttow
- Neuhof
- Stolpe an der Peene
- Groswin (Wüstung)

## Geschichte

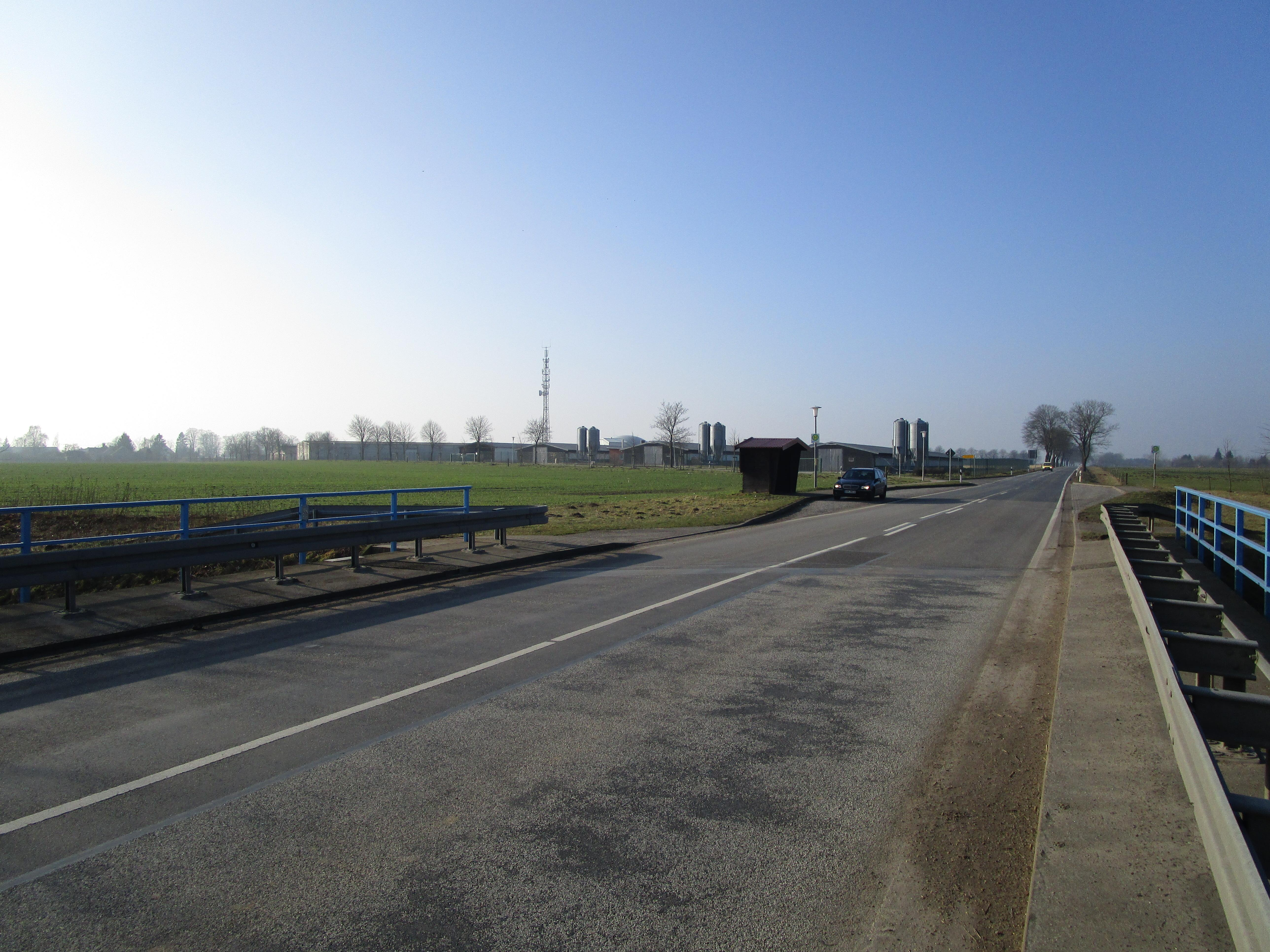
Dersewitz mit Geflügelanlage

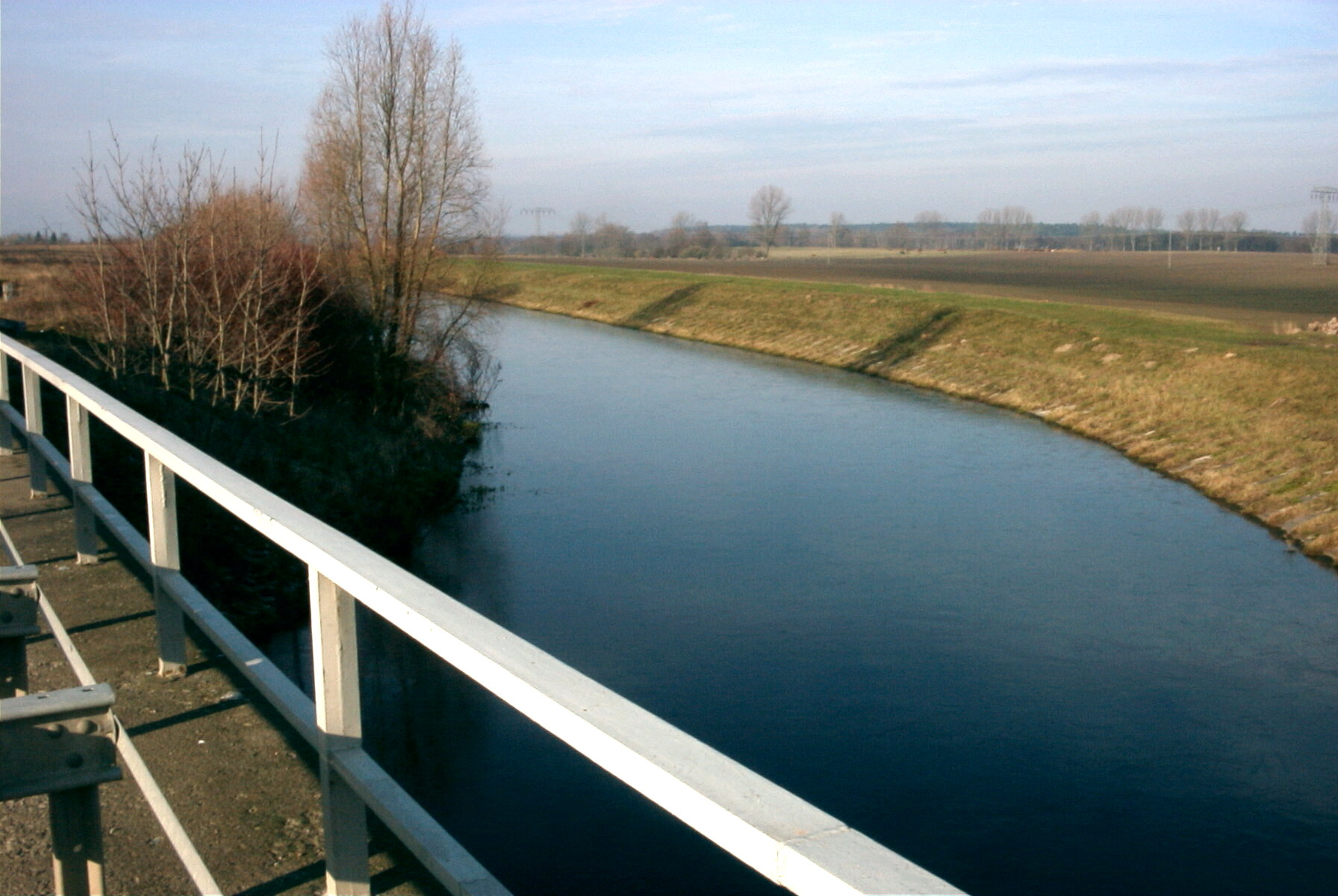
Peene-Südkanal bei Dersewitz

### Dersewitz
Beim Bau einer Geflügelanlage bei Dersewitz an der B 110 wurde eine bronzezeitliche Siedlung archäologisch freigelegt und untersucht. Auch nahe gelegene Hügelgräber aus der gleichen Zeit belegen eine frühe Besiedlung der Feldmark von Dersewitz.
Zwei wikingerzeitliche Bildsteine sind aus Dersewitz bekannt. Der größere galt lange Zeit als verschollen, bis er im Müritzeum in Waren (Müritz) wiederentdeckt wurde. Der kleinere war im 20. Jahrhundert als Weihwasserstein nach Stralsund in das Kulturhistorische Museum gelangt.
Dersewitz wurde erst 1618 in der Lubinschen Karte als Deerskevitz erwähnt. Der slawische Name soll so viel wie „der Ruhm Wahrende“ bedeuten. Erst seit 1822 wird der aktuelle Name verwendet.
Dersewitz war ein Domänenvorwerk, das vom Amt Klempenow verwaltet wurde, die Nutzung war aber zum Gut Liepen vergeben. Es war an den Pächter Rossow verpachtet. Das Gutshaus wurde vor 1835 von Amtsrat Eduard Wette errichtet, es ist ein kompaktes Gebäude aus Backstein mit Feldsteinsockel.
1865 hatte der Ort fünf Wohn- und zehn Wirtschaftsgebäude, sowie 77 Einwohner in 13 Familien, bestehend aus zwei Gutsverwaltern, Gesinde und Taglöhnern.
Dersewitz ist von der Anlage her ein typisches Gutsdorf, mit dem dominierenden Gut und der Landarbeiter-Katenzeile. Die ursprüngliche Struktur hat sich zwar erhalten, aber das Dorf ist doch in der DDR-Zeit nach Einrichtung der LPG stark erweitert worden. Dabei haben sich aber die meisten Gutsgebäude erhalten.
Bei Dersewitz begann 1977 bis 1981 der Bau des Peene-Südkanals von der Peene bis zum Großen Landgraben vor Friedland. Er ist 27 Kilometer lang. Bei Dersewitz wird er von der Brücke der B 110 gequert. Nahe der Peene befindet sich das Pumpwerk Dersewitz, das das Wasser der Peene zwölf Meter hebt und in den Kanal pumpt.

### Grüttow
Südöstlich von Grüttow liegt ein spätwendischer Burgwall, sowie eine gleichzeitige Siedlung, das ist möglicherweise die urkundlich genannte Siedlung „Parpatno“.
Grüttow wurde mit einer alten Wüstung mit Namen „Parpatno“ gleichgesetzt, die schon 1182 und bis 1305 urkundlich genannt wurde. Der slawische Name wird mit „Farnkraut“ gedeutet. Grüttow selbst wurde als Gruttecowe 1183 erstmals urkundlich erwähnt. Der Name bedeutet im Slawischen „Burg“ oder auch „Wurfspieß“. Der aktuelle Name wurde erst 1779 verwandt.
Im „Grüttower Grund“ an der B 110 Anklam - Jarmen, direkt an der schmalen Aus- bzw. Einfahrt Grüttow, befindet sich ein seltenes Zeugnis pommerscher Frühgeschichte, der sogenannte „Wartislawstein“. Das Steinmal, das auf seiner Vorderseite ein eingemeißeltes Kreuz und ein gekrümmtes Horn sowie auf seiner Rückseite die Umrisse einer menschlichen Gestalt aufweist, wird mit dem im Jahr 1136 oder 1147 ermordeten ersten christlichen Pommernherzog Wartislaw I. in Verbindung gebracht. Der Stein mit seinen Abmessungen (Höhe 0,9 m, Breite 0,7 m, Tiefe 0,5 m) war sicherlich als Sühnestein für Herzog Wartislaw I. gedacht und stammt aus der Zeit um 1150. Der Sage nach soll Wartislaw bei einem Jagdausritt im Grüttower Grund von einem heidnischen Peenefischer erschlagen worden sein und hier unter einem hohen Baum seine letzte Ruhe gefunden haben.
Grüttow ist ein Anger- und seltenes Bauerndorf. Es fungierte auch als Kirchort für die Umgebung.

### Neuhof
Neuhof wurde im Jahr 1618 in der Lubinschen Karte als „Nienhave“ erstmals genannt. Es war als Vorwerk zum Gut Stolpe angelegt worden, nahe der Stelle, die als Burgwall Groswin vermutet wird.
1865 hatte Neuhof fünf Wohn- und sieben Wirtschaftsgebäude, die 83 Einwohner bestanden aus einem Unterpächter und 17 Tagelöhnern nebst Familien.

### Stolpe an der Peene

Karte von Stolpe (um 1790)

Stolpe an der Peene wurde erstmals 1151 als „Stolp“ urkundlich erwähnt.
Der Ortsname leitet sich vom altslawischen Wort stlŭpŭ für „Säule“ oder „Fischständer im Fluss“, was eine Vorrichtung zum Fischfang ist, ab.
Im Jahr 1153 wurde von Ratibor I., Herzog von Pommern das Kloster Stolpe gegründet. Er widmete es, wie auch die Vorgängerkirche im Ort seinem in der Nähe ermordeten Bruder Pommernherzog Wartislaw I. Dieses Kloster gehörte zum Benediktinerorden und gilt als das erste in Pommern. Die umgebenden Ländereien wurden Klostergut. Darüber hinaus wurden durch die Herzöge und andere Adlige Ländereien, Abgaben usw. an das Kloster gestiftet. Im Jahr 1305 unterstellte sich das Kloster dem Kloster Pforta und ging an den Zisterzienserorden über; es wurde zum Mutterkloster einiger baltischer Klöster (Kloster Padise, Kloster Kärkna). Im Jahr 1535 wurde es säkularisiert. Teile des Klosters wurden herzogliche Amtsgebäude, das Gut wurde ein Dominalgut. Das eine Amtshaus steht noch, es diente vor dem Neubau der Wartislaw-Kirche als Kapelle und jetzt als Museum für neolithische Trogmühlen und andere Mahlsteine.
Während des Dreißigjährigen Krieges wurde das Kloster im Jahr 1637 zerstört.
Nach dem Westfälischen Frieden im Jahr 1648 wurde Stolpe wie ganz Vorpommern schwedisch. Das Gut Stolpe wurde schwedisches Krongut, aber nach kurzer Zeit ging es als Verdienstgeschenk an den Generalmajor Graf Steenbock. 1675 überschritten hier Teile der kurfürstlich-brandenburgischen Truppen die Peene, der Kurfürst selbst an der Gützkower Fähre. Nach dem Großen Nordischen Krieg kam Stolpe 1720 zu Preußen und wurde preußischer Grenzort. Auf schwedischer Seite war bei Stolpmühl der Grenzposten mit einem System von Schanzen.
Gut Stolpe wurde 1720 persönliche Domäne des preußischen „Soldatenkönigs“ Friedrich Wilhelm I. Sein Urenkel Friedrich Wilhelm III. verkaufte Stolpe 1807 an den Staat als dessen Domäne.
Bis 1852 war das Gut an Pächter Müller vergeben. 1852 wurde das Gut an die Familie von Bülow verkauft, die auch das Herrenhaus erbaute. In der zweiten Hälfte des 19. Jahrhunderts (1853–1863) war der niederdeutsche Dichter Fritz Reuter häufiger in Stolpe zu Gast. Reuter verarbeitete seine Zeit in Stolpe in der „Urgeschicht von Meckelnborg“. Dem Inspektor Knitschky und der Gutsmamsell Caroline Neukirch setzte er in diesem Werk ein literarisches Denkmal. An sie erinnern noch heute gusseiserne Grabkreuze auf dem Stolper Friedhof. Im nördlichen Anbau des Gutshauses wohnte Reuter, deshalb noch heute der Name Reuter-Anbau. Im Gasthaus „Stolper Fährkrug“ wird noch heute eine Bank aufbewahrt, auf der er immer gesessen haben soll.
1865 hatte das Stolper Gut acht Wohn- und elf Wirtschaftsgebäude sowie eine Windmühle. Es wohnten dort 182 Einwohner, bestehend aus einem Inspektor, Gesinde und 30 Tagelöhner, sowie jeweils deren Familien. Im gleichen Jahr hatte Stolpe-Dorf eine Filialkirche zu Medow, das Schulhaus, eine Windmühle, eine Schmiede, einen Krug sowie zehn Wohn- und zwölf Wirtschaftsgebäude. Es hatte 93 Einwohner, darunter zwei Bauern, sechs Büdner und acht Tagelöhner mit den jeweiligen Familien.
Das Gut wurde aber wenig von den Bülows selbst genutzt, es war überwiegend verpachtet oder durch Inspektoren verwaltet. So z. B. Pächter Fritz Peters, ein Freund von Fritz Reuter von 1853 bis 1880. Als 1920 Hans von Bülows Frau Sophie, geb. Freiin von Maltzan, starb, adoptierte dieser 1921 deren Nichte Ursula von Maltzan. Diese heiratete 1926 Kurt Stürken, somit kam die Familie Stürken in den Besitz des Gutes. Sie blieb es auch bis 1945. Es folgte Enteignung und Flucht der Gutsherrin mit sechs Kindern.
In der DDR-Zeit war das Gut ein VEG (volkseigenes Gut) Saatzucht. Das Gut war Sitz der Verwaltung und das Herrenhaus war Lehrlingswohnheim des VEG.
In den Jahren 1977 bis 1981 wurde zusammen mit dem hier von der Peene abzweigenden Peene-Südkanal beim Ortsteil Dersewitz ein Pumpwerk gebaut, das diesen Bewässerungskanal bei Bedarf mit Peenewasser speist.
Ein Nachfahre des in der Bodenreform enteigneten Gutsherrn, Kurt Stürken (junior), kaufte 1994 den Gutshof mit 150 Hektar Wald und Wiesen, später auch das Ackerland. 
Er baute das Gutshaus zum Hotel und Restaurant aus, das er 1996 eröffnete. Nach und nach wurden die Gebäude des Gutes saniert. Besonderheit ist der Pferdestall mit den stufigen Speicherböden. Es wurde unter anderem als Tagungsraum eingerichtet. Lediglich ein großer ausgebrannter Kuhstall wurde nicht rekonstruiert, sondern mit den stehen gebliebenen Grundmauern als umfriedeter Parkplatz genutzt. Die ganze Anlage ist einschließlich Park eine Besonderheit, weil hier eine Gutsanlage mit schönen Einzelgebäuden erhalten und beispielhaft restauriert wurde. Im Jahr 1997 kaufte der Stürken auch noch mit dem über 300 Jahre alten „Stolper Fährkrug“ eines der Ältesten Wirtshäuser Vorpommerns, das bis heute betrieben wird.
Groswin (Wüstung)
Groswin wurde als Groswine erstmals 1136 und als Burg 1140 in der Papsturkunde urkundlich genannt, eine Beurkundung von 946 als Brothwin soll eine Fälschung sein.

## Politik

### Gemeindevertretung und Bürgermeister
Der Gemeinderat besteht (inkl. Bürgermeister) aus 6 Mitgliedern. Die Wahl zum Gemeinderat am 26. Mai 2019 hatte folgende Ergebnisse:
| Partei/Bewerber                    | Prozent | Sitze |
| ---------------------------------- | ------- | ----- |
| Wählergemeinschaft Gemeinde Stolpe | 100,00  | 4     |

Bürgermeister der Gemeinde ist Marcel Falk (SPD), er wurde mit 78,85 % der Stimmen gewählt.

### Wappen, Flagge, Dienstsiegel

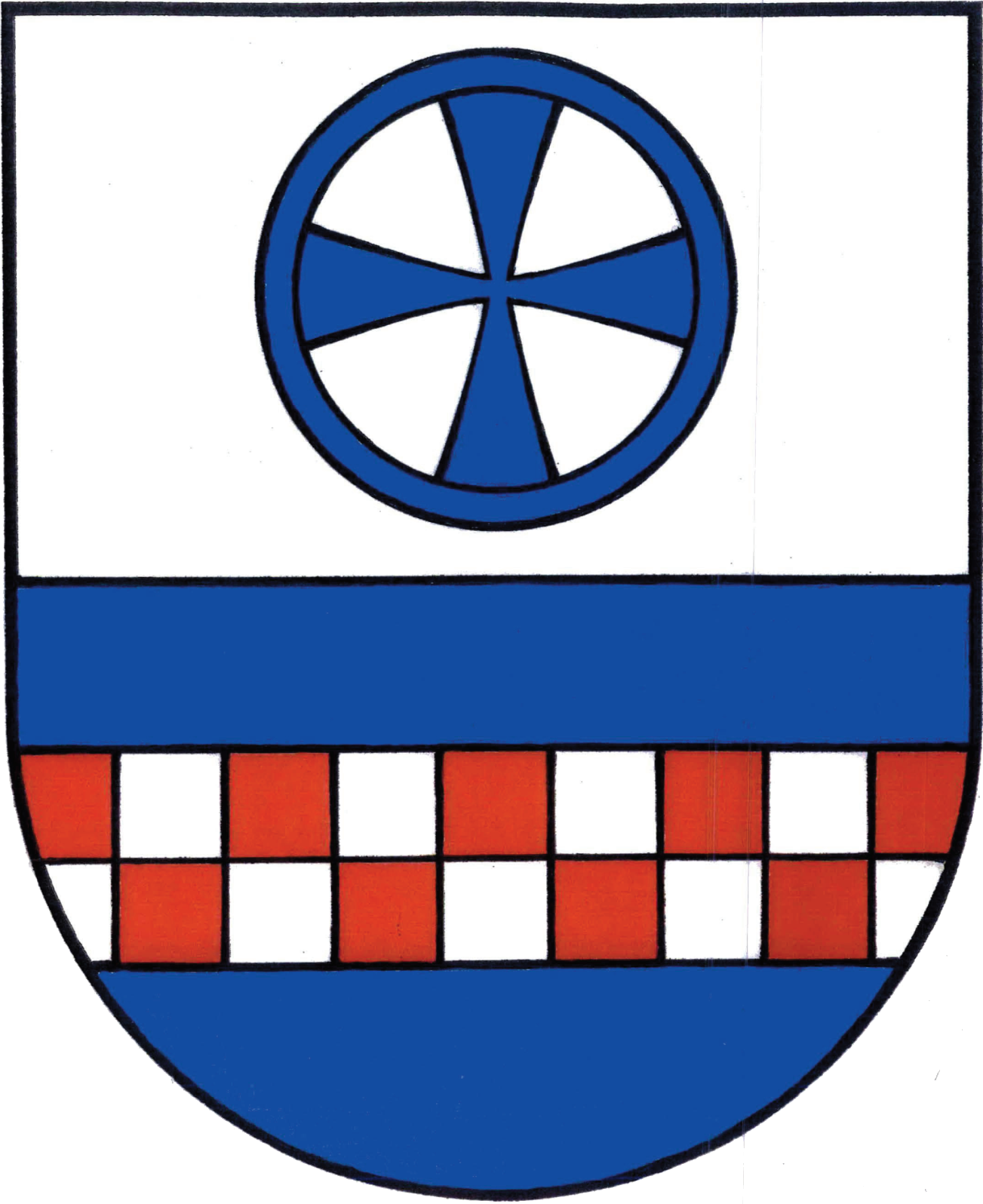
Wappen der Gemeinde Stolpe an der Peene

Die Gemeinde verfügt seit dem 7. August 2020 über ein eigenes Hoheitszeichen. Dieses wird wie folgt beschrieben: "Die Farben Silber und Blau in dem Wappen nehmen Bezug auf die Lage Stolpes in Pommern. In Stolpe wurde 1153 das älteste Kloster im südlichen Ostseeraum gegründet. Die Reste der einstigen Klosterkirche stellen auch heute noch ein markantes und signifikantes Merkmal des Ortes dar. Die Geschichte des Ortes wurde im Mittelalter maßgeblich von den dort ansässigen Mönchen geprägt, und noch heute sind die Reste der Abtei ein touristischer Anziehungspunkt. Die verwendeten heraldischen Symbole nehmen unmittelbaren Bezug auf das Kloster, das zunächst von Benediktinern besiedelt wurde.
Das Wappen der Gemeinde Stolpe an der Peene wird in der Wappengenehmigung wie folgt beschrieben:
Geteilt, oben in Silber ein beringtes, blaues Tatzenkreuz, unten in Blau eine doppelreihig in Rot und Silbern geschachtelte Leiste. Das blaue Weihekreuz (beringtes oder nimbiertes Tatzenkreuz) steht für den ältesten dort in Stein errichteten Sakralbau Pommerns. Die in Rot und Silber geschachtelte Leiste verweist auf den Orden der Zisterzienser. Im Jahre 1304 nahmen die Mönche die Regel des Zisterzienserordens an.
Die Flagge der Gemeinde Stolpe an der Peene ist gleichmäßig längs gestreift in Blau und Weiß. In der Mitte des Flaggentuchs liegt, auf jeweils zwei Drittel der Höhe des weißen und des blauen Streifens übergreifend das Gemeindewappen. Die Höhe des Flaggentuchs verhält sich zur Länge wie 3 zu 5."

## Sehenswürdigkeiten

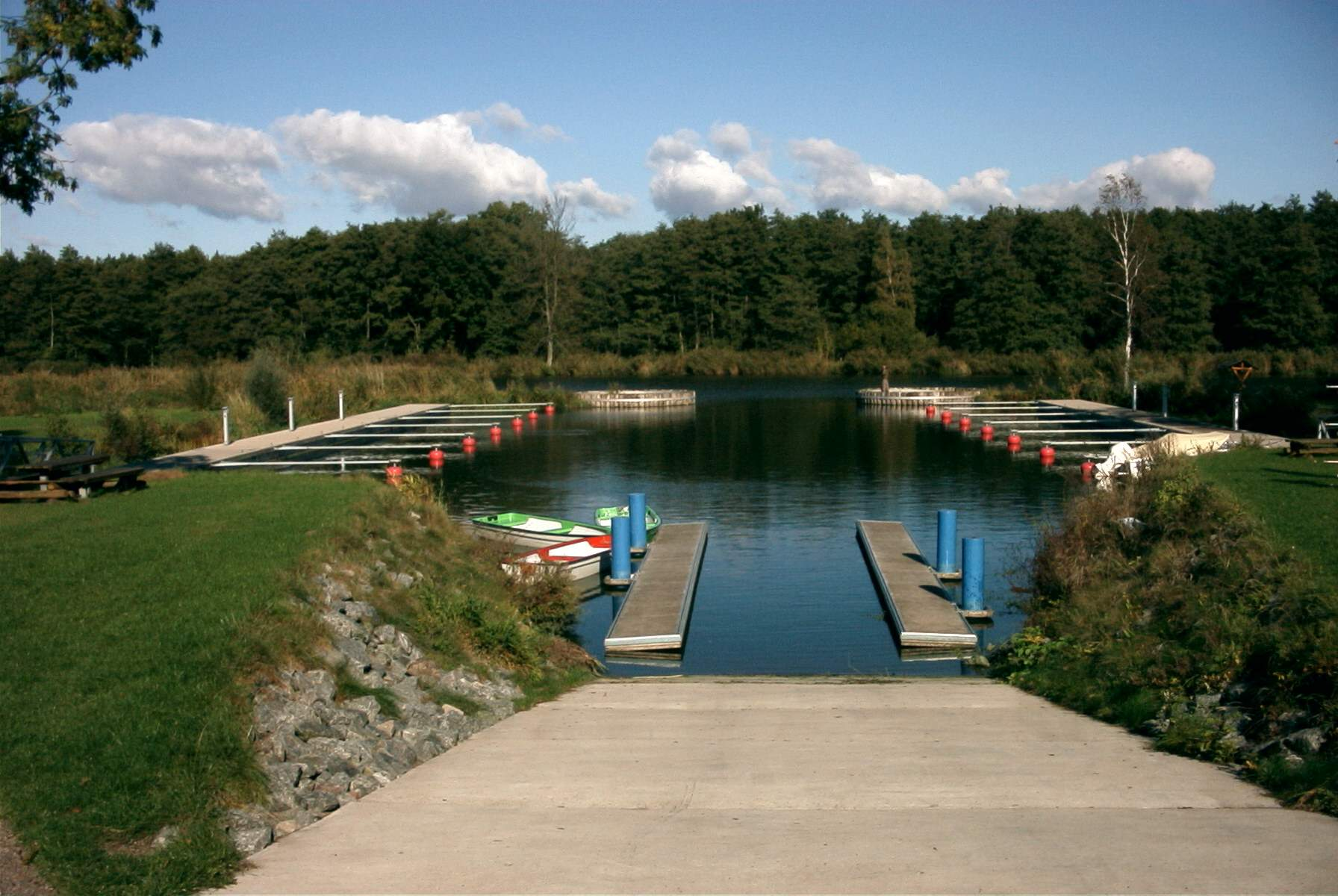
Marina Stolpe

→ Siehe: Liste der Baudenkmale in Stolpe an der Peene
- Ruine Kloster Stolpe (wohl ältester erhaltener Steinbau Pommerns) mit Amtshaus
- Wartislaw-Gedächtniskirche (von 1893) benannt nach Wartislaw I. mit interessantem Kirchhof
- Gutshaus und Gutsanlage mit Marstall/Speicherböden, kleinem Speicher, Scheune und Stallscheunen, Gutsallee und Hofpflasterung, sowie Gutspark mit Rasenparterren
- Stolper Fährkrug - Fachwerk-Vorlaubengebäude, mit Saalanbau
- Feldstein-Vorlauben-Schmiede vom Gut Stolpe gegenüber dem Fährkrug
- Marina Stolpe mit Bootsverleih
- Dorfanlage Stolpe mit alten rohrgedeckten Häusern, Angerteich und Friedhof
- Kirche Grüttow
- Wartislawstein, einer der wenigen Bildsteine Pommerns aus der Slawenzeit
- Burgwall Groswin bei Neuhof
- Peene-Südkanal mit Pumpwerk Dersewitz

## Belege
1. ↑  Statistisches Amt M-V – Bevölkerungsstand der Kreise, Ämter und Gemeinden 2023 (XLS-Datei) (Amtliche Einwohnerzahlen in Fortschreibung des Zensus 2022) (Hilfe dazu).
2. ↑  Statistisches Bundesamt, Gebietsänderungen vom 1. Januar bis 31. Dezember 2014, abgerufen am 23. Januar 2015
3. ↑  Burkhard Kunkel: Weihwasserstein von Dersevitz, Kat. 579. In: C. Stiegemann, M. Kroker, W. Walter (Hrsg.): CREDO. Christianisierung Europas im Mittelalter. Band 2. Petersberg 2013, S. 631.
4. 1 2 3 4 5  Manfred Niemeyer: Ostvorpommern. Quellen- und Literatursammlung zu den Ortsnamen, Bd. 2: Festland (= Greifswalder Beiträge zur Ortsnamenkunde. Bd. 2), Ernst-Moritz-Arndt-Universität Greifswald, Institut für Slawistik, Greifswald 2001, ISBN 3-86006-149-6, S. 28 ff
5. ↑  Paul Kühnel: Die slavischen Ortsnamen in Meklenburg. In: Jahrbücher des Vereins für Mecklenburgische Geschichte und Altertumskunde, Bd. 46, 1881, ISSN 0259-7772, S. 3–168, hier S. 138
6. ↑  Wahlergebnisse auf www.amt-anklam-land.de
7. ↑  Reihenfolge nach Stimmenanteil
8. ↑  Wahlergebnisse auf www.amt-anklam-land.de
9. ↑  Gemeinde Stolpe an der Peene hat eigenes Hoheitszeichen. 7. August 2020, abgerufen am 4. November 2021.